# Togianöarna

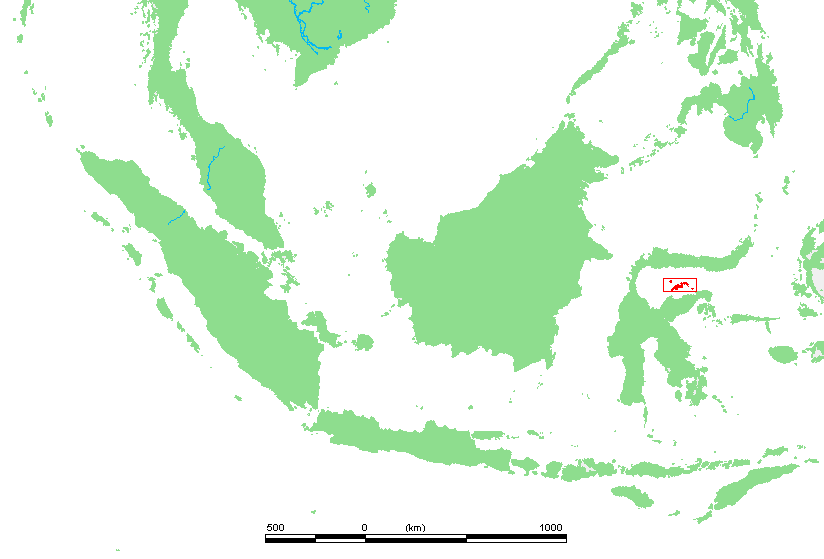
Togianöarnas läge i Indonesien.

Togianöarna (malajiska: Pulau Togian) är en ögrupp av 56 öar som ligger i nordöstra Sulawesi i Tominibukten. Ögruppens östvästliga utsträckning är cirka 120 km. På Togianöarna lever ungefär 40 000 människor fördelade på 37 större byar och flera små samhällen. Huvudorten är Wakai.
Från Wakai finns varje vecka en färjeförbindelse till Gorontalo på Sulawesis norra halvö och till Ampana på Sulawesis östra halvö. En annan färja går varje vecka från Ampana till andra större byar på Tongianöarna.
Sedan oktober 2004 är hela ögruppen och havet mellan öarna en nationalpark. Innan hade fiske med hjälp av natriumcyanid och dynamit orsakad stora skador vid områdets korallrev.